# 46億年物語
『46億年物語』は、株式会社エニックス（現・株式会社スクウェア・エニックス）から発売されたコンピュータゲーム。PC-9801シリーズ向けロールプレイングゲームの『〜THE 進化論』と、スーパーファミコン向けアクションRPGの『〜はるかなるエデンへ』の2作が存在する。

## 概要
46億年前に地球が生まれ、35億年前に地球に誕生した生命（有機分子）である『あなた』は、30億年の時を経て魚類となり、異星人の介入を退けながら、地球の化身である「ガイア」に導かれて進化していく。

## PC98版
タイトルは『46億年物語 -THE 進化論-』。企画にダイナミック企画が参加しているが、これは原案者の川又千秋とスーパーバイザーの横倉廣の当時の所属先がダイナミック企画であるため。

### システム
フィールドやダンジョンの画面上の敵(友好キャラと外見で見分けは困難だが、基本的には移動しているものが敵)と接触すると戦闘になる。戦闘システムはコマンド入力式のRPGで、常に敵と自分の1対1で、基本的には自分が先手となる。敵を倒すと「進化因子」というポイントが入り、1ポイントでステータスを1上昇できる。パラメーターは知力・持久力・体力・攻撃力の4つがあり、どれかをその種族の最大値まで上げると、どのパラメーターを最大まで上げたかによって異なる進化をする。1つのパラメーターばかり上げて進化させると、進化させた瞬間にバッドエンドになる。また、最終的に人類になれるように進化しなければバッドエンドである。
また、知力・持久力に偏った進化（右回りの進化）をするとフィールド上の移動速度が若干増加し、体力・攻撃力に偏った進化（左回りの進化）をするとフィールド上の移動速度は若干低下する。
ゲーム中、2章と3章、4章と5章の間でディスク容量の都合上、ディスクを入れ替える必要がある。
また、各章に数種類の架空生物がいて、それに進化することもできる。5章に於いては、4章の最終進化によって完全に二つの系統に分割され、片方は歴史通りの進化を辿り、片方は完全に架空生物のみ（リザードマンや恐竜人、ノーム等）の進化を辿ることになる。ティラノサウルス等に進化させてしまうと5章で後者の進化のルートが確定してしまうので注意が必要である。5章で架空生物のみのルートが存在する理由については、物語の核心に触れてしまうので割愛する。
なお、5章の架空生物ルートにおいて「カワマータン」（原案の川又千秋から）、「スギヤマン」（音楽のすぎやまこういちから）、「ナカムーラン」（ゲームシナリオの中村賢治から）、「アサミン」（原画のあさみつよしから）等の開発者をモデルにしたユニークな生物が登場し、他の章の架空生物の解説が「このキャラクターは、ゲーム用に創られたもので実在しません」と表示されるのとは異なり、全ての生物の設定が実在するかのように定められている（スギヤマンのオスは求愛の為にメスに歌を歌う等）。また、スギヤマンの特殊攻撃では「ロトのテーマ（序曲）」をアレンジしたBGMが流れる、あるバッドエンドではスライムが出てくるなど、同じエニックスのゲームであるドラゴンクエストシリーズをパロディ化した要素も入っている。

### 章立て
- プロローグ 創世紀 ～生命の目覚め～
- 第1章 海遊紀 ～進化への旅立ち～（魚類の時代）
- 第2章 樹螺紀 ～緑の賛歌～（両生類の時代）
- 第3章 超星紀 ～宇宙の光と闇～（爬虫類の時代）
- 第4章 狂竜紀 ～迫り来る破滅～（恐竜の時代）
- 第5章 幻陸紀 ～失われた時代～（哺乳類の時代）
- 第6章 聖戦紀 ～最後の対決～（人類（近未来）の時代）
- エピローグ 宙世紀 ～新たなる旅立ち～

### スタッフ
- 原案：川又千秋
- 音楽：すぎやまこういち
- メインプログラム：デルタソフト、横山之彦
- ゲームデザイン：46億年物語プロジェクトチーム
- ゲームシナリオ：中村賢治、仕方種与
- スーパーバイザー：横倉廣
- ミュージックプログラム：田口泰宏
- 原画：あさみつよし
- キャラクターデジタイズ：七条たかし（LEVEL UP）
- マップデジタイズ：渡辺伸吾、仕方種与
- AVデジタイズ：IMAGE・BOX
- ディレクター：米田喬（ENIX）
- 企画：ダイナミック企画株式会社、株式会社エニックス
- 制作：株式会社エニックス

ほか多数

## スーパーファミコン版
タイトルは『46億年物語 はるかなるエデンへ』。PC98版からBGMやイベントの一部が流用されているもののシステムが大きく変わり、ストーリーはコミカルになっている。

### システム
アクションRPG。敵を倒すと肉が出現して、それを食べるとHPが回復すると共に「EVO.P」が溜まる。このポイントを使って進化が可能。部位はアゴ、ツノ、後頭部、首、胴体、手足、背ビレ、尾があり、それぞれを個別に進化させる。哺乳類に背ビレをつけるようなことはできないが、例えば哺乳類に進化している場合はサイの頭にシカのツノをつけるような進化が可能。アクションは噛みつき、蹴り、踏み、ツノで突進、殴り、飛行など進化に応じて様々な行動ができる。アクションの難易度は低めに設定されている。
爬虫類は特定のイベントで鳥類に進化可能。氷の時代で哺乳類に進化するかどうかは任意で、哺乳類に進化しなくてもゲーム進行可能。哺乳類は特定の組み合わせに進化させると2足哺乳類に進化可能で、更に人類になることも可能。水中マップでは人魚という特殊な進化もあるが、陸上に出ると戻ってしまう。
現在の進化形態を記録可能で、緑のクリスタルを使うことで一定時間の間、記録した生物に変身できる。所々に赤いクリスタルがあり、これを取ると一定時間の間、進化ではなることのできない生物や架空の生物などになる。記録さえしておけば赤いクリスタルの生物や、前の時代の生物にも変身できる。ただし緑のクリスタルは1つしかストックできない。

### 章立て
- 第1章 魚類時代 クラドとストロマトライト 5億～4億5000万年まえ
- 第2章 両生類時代 緑と昆虫たち 3億～2億3000万年まえ
- 第3章 恐竜時代 絶滅への道 2億～6500万年まえ
- 第4章 氷の時代 新たなる旅立ち 6500万年～3600万年まえ
- 第5章 哺乳類時代 エデンへ‥ 2600万年～300万年まえ

### スタッフ
- ゲームデザイン：米田喬
- プログラム：コントラ三郎、古田哲也、塩谷博光
- グラフィックデザイン：早川直行、若月康雄、七条たかし、藤岡英俊
- ミュージックコンポーズ：すぎやまこういち
- ミュージックアレンジ：武内基朗
- サウンドクリエイト：窪寺義明、曳地正則、遠藤智博、渋谷道玄、天現寺広尾
- パッケージイラスト：藤原カムイ
- ディレクター：米田喬
- プロデューサー：望月敬三
- パブリッシャー：千田幸信

ほか多数

## 関連作品
- 音楽CD
  - 『46億年物語-THE進化論-』（発売日：1990年8月1日 発売元：プラッツ） -  PC98版の曲のアレンジバーション。
  - 『交響シンセ組曲「46億年物語」』（発売日：1992年12月16日　発売元：バンダイ・ミュージックエンタテインメン） - SFC版の曲のアレンジバージョン。